# تسیسلوو
تسیسلوو (به آلمانی: Zislow) یک شهر در آلمان است که در مکلنبورگیشه زنپلاته واقع شده‌است. تسیسلوو ۱۹۰ نفر جمعیت دارد.